# هيلتون فالنتاين
هيلتون فالنتاين (بالإنجليزية: Hilton Valentine)‏ هو موسيقي وعازف قيثارة بريطاني، ولد في 21 مايو 1943 في شيلدز الشمالية ‏ في المملكة المتحدة.

## وصلات خارجية
- الموقع الرسمي
- هيلتون فالنتاين على موقع IMDb (الإنجليزية)
- هيلتون فالنتاين على موقع ميوزك برينز (الإنجليزية)
- هيلتون فالنتاين على موقع ديسكوغز (الإنجليزية)
- هيلتون فالنتاين على موقع قاعدة بيانات الفيلم (الإنجليزية)